# Снежната кралица 4: Огледалното кралство
„Снежната кралица 4: Огледалното кралство“ (на руски: Снежная Королева: Зазеркалье) е руска 3D компютърна анимация от 2019 г. по сценарий на Андрей Коренков, Робърт Ланс и е режисиран от Робърт Ланс и Алексей Цицилин. Wizart Animation се зае с дизайна, докато Борис Машковцев, Юрий Москвин, Владимир Николаев, Павел Степанов и Вадим Верещагин продуцираха филма. Във филма участват Лина Иванова като Герда и Николай Бистров, Филип Лебедев, Лясан Утяшева, Владимир Зайстев, Ирина Безрукова, Надежда Ангарская, Всеволод Кузнецов, Олга Зубкова, Никита Прозоровски, Антон Елдъров, Михаил Юриевич Тихонов в поддържащи роли.
За първи път в руската история на анимацията филм е режисиран съвместно от холивудски аниматор. „Огледалното кралство“ е четвъртият филм от поредицата „Снежната кралица“, след „Снежната кралица 3: Огън и лед“ и подобно на предишните вноски, историите са вдъхновени от едноименната приказка от 1844 г. на Ханс Кристиан Андерсен. Филмът проследява войната между магьосници и технократи.
Филмът беше представен на кинопазари и фестивали като AFM и Кан. „Централ Партнершип“ и „Союзмултфилм“ пуснаха филма в Русия и в Общността на независимите държави на 1 януари 2019 г. Филмът получи положителни отзиви от критиците с отзиви, сравняващи филма с шедьовъра на руския автор Михаил Булгаков.
В България филмът е пуснат на екран на 1 март 2019 г. от Про Филмс и bTV Studios.

## Синхронен дублаж
| Роля             | Изпълнител |
| ---------------- | --- |
| Герда            | Августина-Калина Петкова |
| Кай              | Цвети Пеняшки |
| Снежната кралица | Ирина Маринова |
| Крал Харалд      | Виктор Танев |
| Алфида           | Михаела Тюлева |
| Ролан            | Иван Велчев |
| Арог             | Стефан Сърчаджиев-Съра |
| Други гласове    | Елена Русалиева Елисавета Господинова Жени Пашова Николина Петрова Даниела Горанова Цветослава Симеонова Вилма Стоянова Лина Шишкова Давид Торосян Николай Николов Атанас Сребрев Здравко Димитров Станислав Пищалов Константин Лунгов Стоян Цветков Мирослав Димитров Анатолий Божинов Сотир Мелев Виктор Иванов Марио Иванов Петър Калчев |

| Обработка           | Про Филмс                      |
| ------------------- | ------------------------------ |
| Режисьор на дублажа | Анна Тодорова                  |
| Тонрежисьори        | Симеон Дамянов Станислав Донев |
| Превод и адаптация  | Николина Петрова               |